# Vorstadtrocker
Vorstadtrocker ist eine deutsche Filmkomödie aus dem Jahr 2015. Es handelt sich um den Debütfilm von Martina Plura.

## Handlung
Viktor war mal Journalist bei einem großen Enthüllungsmagazin in Hamburg. Doch seit seine Tochter auf der Welt ist, hat er sich auf seine Rolle als Hausmann zurückgezogen. Ehefrau Alex kümmert sich um den Familienunterhalt. Als sein lautstarker Nachbar Rolf nebenan einzieht, erkennt er seine Chance, erkennt er doch in ihm den Brutalo-Rocker „Zahnfee“ Rolf Olsen. Nach einem Einbruch hat er Gewissheit und überzeugt seinen alten Chefredakteur von einer Enthüllungsstory. Dieser will jedoch Beweise haben, und so freundet sich Viktor mit dem Rocker an. Nach einer durchzechten Nacht auf der Reeperbahn hat er genügend Beweise mitgefilmt.
Rolf schickt Viktor die Prostituierte Kendi ohne dessen Wissen ins Haus. Doch diese verpeilt die Uhrzeit und so platzt Alex hinein und verlässt Viktor. Wutentbrannt enthüllt Viktor seine eigentlichen Hintergründe und rennt zu seinem Chefredakteur mit einem gefakten Video, das zeigt, wie Rolf einen Menschen erschießt. Doch während des Gesprächs bekommt er Skrupel und verschluckt den Stick. Zwischenzeitlich hat sich Rolf bemüht, dass Alex wieder zurück zu Viktor kommt. 
Viktor will Rolf erklären, dass er von ihm nichts mehr zu befürchten hat, doch Rolf hat ganz andere Sorgen. Eigentlich befindet er sich im Zeugenschutz, denn er will gegen seine alte Bande aussagen. Wenn Viktor ihm auf die Schliche kommt, könne dies auch anderen gelingen. Nach dem Versöhnungssex mit Alex fällt Viktor auf, dass der Umzugshelfer der Barbesitzer auf der Reeperbahn war. Er zählt eins und eins zusammen und so machen sich Alex und er auf, um Rolf zu befreien. Alex tut so, als wäre sie die neue Stripperin und lenkt so die Bösewichte ab. Viktor kann Rolf befreien, doch der Rockerboss ist schon da, um ein Exempel zu statuieren. Im anschließenden Schusswechsel gelingt es schließlich Kendi, den Rockerboss zu erledigen.
Im Anschluss essen Viktor und Alex mit Rolf und dessen Frau Janine zu Abend.

## Hintergrund
Der Film wurde im Rahmen der vierteiligen Nachwuchs-Filmreihe Nordlichter für den Sender NDR produziert. Es war der letzte Film der Reihe und für Regisseurin Martina Plura der Debütfilm. Ihre Zwillingsschwester Monika Plura übernahm die Kamera.
Vorstadtrocker hatte seine Premiere am 10. Oktober 2015 auf dem Filmfest Hamburg. Als Fernsehfilm gedreht wurde der Film dennoch anschließend in einigen ausgewählten Kinos und einigen Filmfestivals gezeigt. Bei den Biberacher Filmfestspielen wurde er als „Bester Fernsehfilm“ ausgezeichnet. Die Fernsehpremiere erfolgte am 26. November 2015 im NDR.

## Rezeption
Wilfried Hippen bezeichnete den Film in der taz als „gelungenen Debütfilm“. „Mit seinen Pointen, dem perfekten Timing und seinen Darstellern“ gehöre der Film „zu einem der Höhepunkte des Jahres.“
Auch Rainer Tittelbach äußerte sich lobend über den Film:

„‚Vorstadtrocker‘ von Martina Plura, entstanden im Rahmen der NDR-Nachwuchsfilmreihe ‚Nordlichter‘, ist eine gelungene kleine Mentalitäten-Komödie über die weibliche und männliche Seite im Mann und eine sich aus diesen Polen ergebende Männerfreundschaft. Der Film besticht durch ein gutes, zweckdienliches Drehbuch mit einer starken Finalwendung, drei Schauspieler der Premium-Klasse, gelungene Situationskomik & einen tollen Look.“

Etwas weniger positiv wurde der Film vom Filmdienst rezensiert:

„(Fernseh-)Drama über die Freundschaft zweier höchst ungleicher Männer, das als Standortbestimmung des vermeintlich ‚starken Geschlechts‘ nur bedingt taugt, aber über souverän aufspielende Darsteller verfügt.“